# 희수 (드라마)
《희수》는 2021년 10월 22일에 방영한 《KBS 드라마 스페셜 2021》 시리즈 중 첫 번째 작품으로, TV시네마 제1탄이다. 이 드라마는 코리아 UHD 어워드 2021 (KOREA UHD Award 2021) 드라마 부분 최우수상 수상작이다.

## 줄거리
주은과 태훈 부부는 여섯 살의 딸 희수를 교통사고로 잃어 상실감에서 벗어나지 못한 채 하루하루를 살아간다. 태훈은 그렇게 망가져가는 주은을 볼 수 없어 프로그램 개발자인 친구 준범의 권유로 딸 희수를 VR로 복원하여 다시 행복을 찾을 것만 같았다. 하지만 주은이 너무나 강하게 AI 희수에 대한 집착을 보이면서 점점 파국으로 치닫게 된다.

## 등장 인물

### 주요 인물
- 전소민 : 황주은(36세) 역 - 희수 엄마, 직장인, 주부
- 박성훈 : 고태훈(37세) 역 - 희수 아빠, 직장인
- 김윤슬 : 고희수(6세) 역 - 주은과 태훈의 딸

### 주변 인물
- 김강현 : 이준범(38세) 역 - ‘별들이 사는 마을’ 개발자

### 그 외 인물
- 양지우
- 민경옥
- 박혜영
- 이채현
- 이규봉
- 땡이
- 지니

### 특별출연
- 박하나

### 목소리출연
- 송진우
- 강말금
- 김영준

## 수상
- 코리아 UHD 어워드 2021 (KOREA UHD Award 2021) 드라마 부분 최우수상
- 2021년 KBS 연기대상 드라마스페셜 TV 시네마상 - 박성훈, 전소민